# Бархатница аретуза
Бархатница аретуза (лат. Arethusana arethusa) — дневная бабочка, единственный представитель рода Arethusana в составе семейства бархатниц.

## Этимология названия
Аретуза (греческая мифология) — нереида, превращенная богиней Артемидой в источник.

## Описание
Длина переднего крыла 19-25 мм. Усики головчатые. У корня переднего крыла вздуты две жилки. Верхняя сторона крыльев коричнево-бурая, с охристо-оранжевой постдискальной перевязью, разбитой на отдельные овальные пятна — по одному в каждой ячейке. Переднее крыло на верхней стороне с глазчатым пятном у вершины и (иногда) в ячейке Сu1-Сu2. Заднее крыло на верхней стороне имеет небольшое глазчатое пятном в ячейке Сu1-Сu2. Переднее крыло на нижней стороне охристо-оранжевое, с глазчатыми пятнами, соответствующими верхней стороне, а также с широкой каймой коричневого цвета по внешнему краю. Костальный край крыла и центральная ячейка пестрые, с рисунком, образованным тонкими пестринами по охристо-оранжевому фону. Заднее крыло на нижней стороне светло-коричневое, с пестрым рисунком. Через всё крыло проходит тонкая постдискальная линия, к которой примыкает светлая перевязь. В ячейке Сu1-Сu2 находится глазчатое пятно; Внешний край переднего крыла выпуклый, а заднего — зубчатый. Бахромка крыльев пестрая. Половой диморфизм выражен довольно слабо — самка отличается несколько более светлым основным фоном крыльев, а охристо-желтые пятна, образующие постдискальную перевязь, крупнее, чем у самца.

Самец

## Ареал
Марокко, Южная и, частично, Средняя и Восточная Европа от Испании до Южного Урала, Кавказ и Закавказье, Малая Азия, Центральная Азия, Казахстан, Азербайджан, Западный Китай, юг Западной Сибири к востоку до Южного Алтая.
Ранее вид также отмечался в Центральной Украине (Черкасская и Полтавская области), но в настоящее время там, видимо, уже вымер.
В европейской части России встречается достаточно локально. Вид обычен на Южном Урале, где в Оренбургской области ежегодно является массовым.

## Систематика

### Подвиды
- A. a. aksouali Wyatt, 1952.
- A. a. albinothellensis Varin, 1938.
- A. a. albovenata Agenjo, 1970.
- A. a. allobrogicus Varin, 1953.
- A. a. calciphila Varin, 1953.
- A. a. heptapotamica (Stauder, 1924).

### Замечания по систематике
Украинский энтомолог Ю. П. Некрутенко считал, что кавказские популяции вида необходимо относить к подвиду A. arethusa pontica Heyne, 1895, который отличается более контрастным рисунком на крыльях и более высокой насыщенностью охристой окраски, особенно на верхней стороне крыльев. В более поздних публикациях (Hesselbart et al., 1995; Львовский, Моргун, 2007) данный подвид рассматривается в качестве синонима номинативного подвида.

## Местообитание
Населяет сухие злаково-разнотравные степи, остепненные каменистые склоны, предгорные и горные степи на высотах до 2000 м н.у.м. В поймах рек вид крайне редко отмечается на остепненных террасах. На севере ареала встречается на хорошо сохранившихся участках луговой степи в оврагах, балках и по склонам. На Кавказе населяет открытые горные участки со степной растительностью и сухолюбивыми кустарниками на высотах до 1700 м н.у.м.

## Биология
Развивается а год в одном поколении. Лёт имаго наблюдается в июле — сентябре. Бабочек весьма часто можно видеть в местах обитания сидящими в сухих злаковых зарослях, на почве или камнях, на каменистых и песчаных дорогах, а также питающимися на цветущих растениях. Будучи потревоженными, бабочки резко взлетают.
Самка рассеивают яйца в куртинах злаков. Гусеницы вылупляются и яиц примерно через 20 дней. Гусеница зимует в первом возрасте в свернутом листе. Активно питаться и расти они начинают только лишь после зимовки. Кормовые растения — злаки родов Bromus, Dactylis, Festuca, Poa. Окукливание в земляной колыбельке.